# Родман (печенежский хан)
Родман — печенежский хан X и XI веков, взятый в плен в 1001 году.

## Биография
В 1001 году князь Владимир Святославич организовал поход русского войска, которое возглавляли Александр Попович и Ян Усмошвец. В результате похода печенеги были разбиты и понесли большие потери, хан Родман был захвачен в плен вместе с тремя сыновьями, которые были отправлены в Киев к князю Владимиру.
Больше о его судьбе ничего неизвестно.